# Gypona clausula
Gypona clausula är en insektsart som beskrevs av Delong och Foster 1981. Gypona clausula ingår i släktet Gypona och familjen dvärgstritar. Inga underarter finns listade i Catalogue of Life.